# 마닐라 MRT

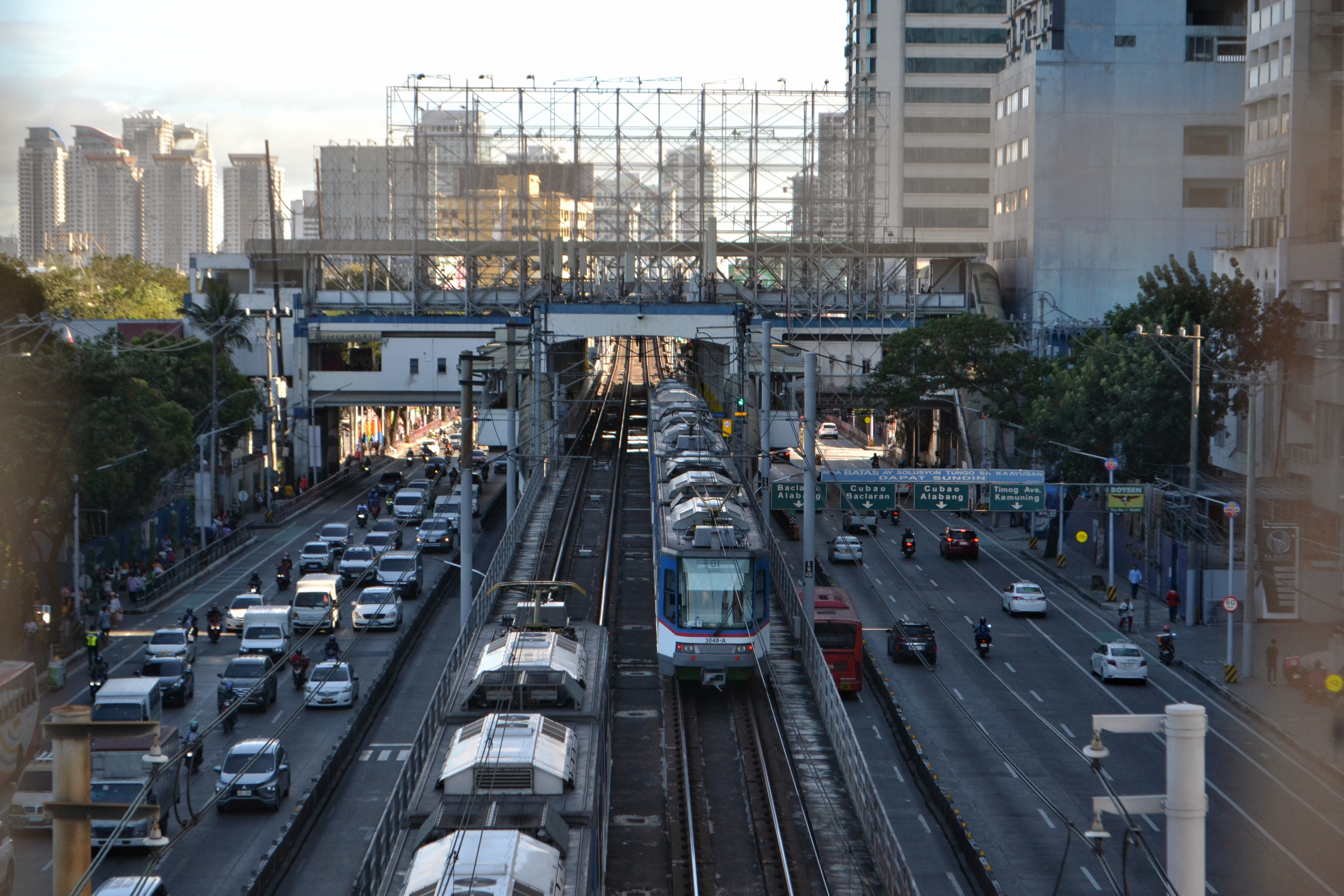
3호선으로, 이 노선은 2024년 현재 시스템에서 유일하게 운영되는 노선이다.

마닐라 MRT, 마닐라 메트로 레일 트랜싯 시스템(영어: Manila Metro Rail Transit System)은 필리핀 메트로 마닐라의 도시철도 시스템이다. MRT의 16.9km 노선은 1개 노선과 13개 역으로 구성되어 있다. 3호선은 1999년 12월에 개통하여 2000년 7월에 완공되었다.